# Szenegambiai kőkörök
Szenegambia kőkörei (francia: Cercles mégalithiques de Sénégambie) Nyugat-Afrikában, Szenegál és Gambia területén, a Gambia folyó mentén találhatók. Kb. 350 km hosszan és 100 km szélességben, mintegy 30 000 km² területen több mint ezer kőkör és ősi sírhalom található. Ezek az UNESCO kulturális világörökségének részét képezik.
Sokszor két fő csoportra osztják őket: Wassu (gambiai) és a Sine-Saloum (szenegáli) körökre. A legnagyobb csoportok: Sine Ngayène, Wanar, Wassu és Kerr Batch, amelyek egy hatalmas területen találhatók a Saloum és Gambia folyók között.
A kövek mérete meglehetősen változó: magasságuk 0,75 métertől 3 méterig terjed, kerületük 5-től 10 méterig. Alapvetően egyetlen kört formálnak, de vannak koncentrikus körökből álló csoportok is. A lateritból formázott kövek többsége kerek és lapos tetejű, egyesek viszont szögletesek, felfelé elvékonyodó, lekerekített végűek.
Feltételezések szerint a Kr. e. 3. század és a Kr. u. 16. század között készítették a köröket. 
A kutatások azt mutatják, hogy ezeket különböző korokban, különböző etnikumok és kultúrák népei alkották. 
Egyes vélemények szerint temetkező helyekről van szó, miután a körök közepén sok helyen emberi csontokat, dárdákat, nyilakat és egyéb tárgyakat találtak. Nem tudni, ki építette őket és miért, de az bizonyos, hogy rendkívül hosszú időn keresztül gondozták őket. A környékbeli lakosok még napjainkban is áldozati ételeket, gyertyákat és pénzt helyeznek el itt.

## Galéria

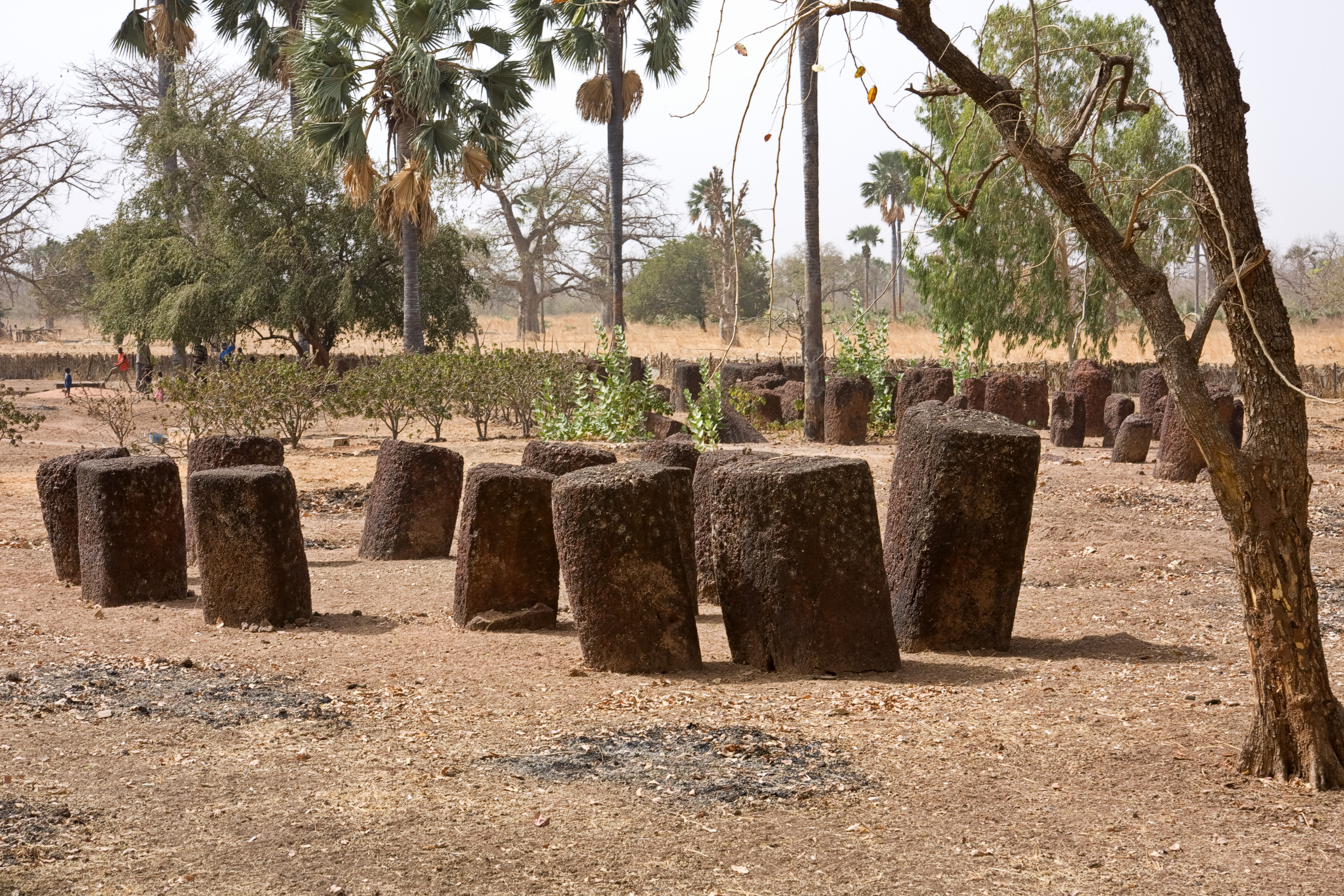
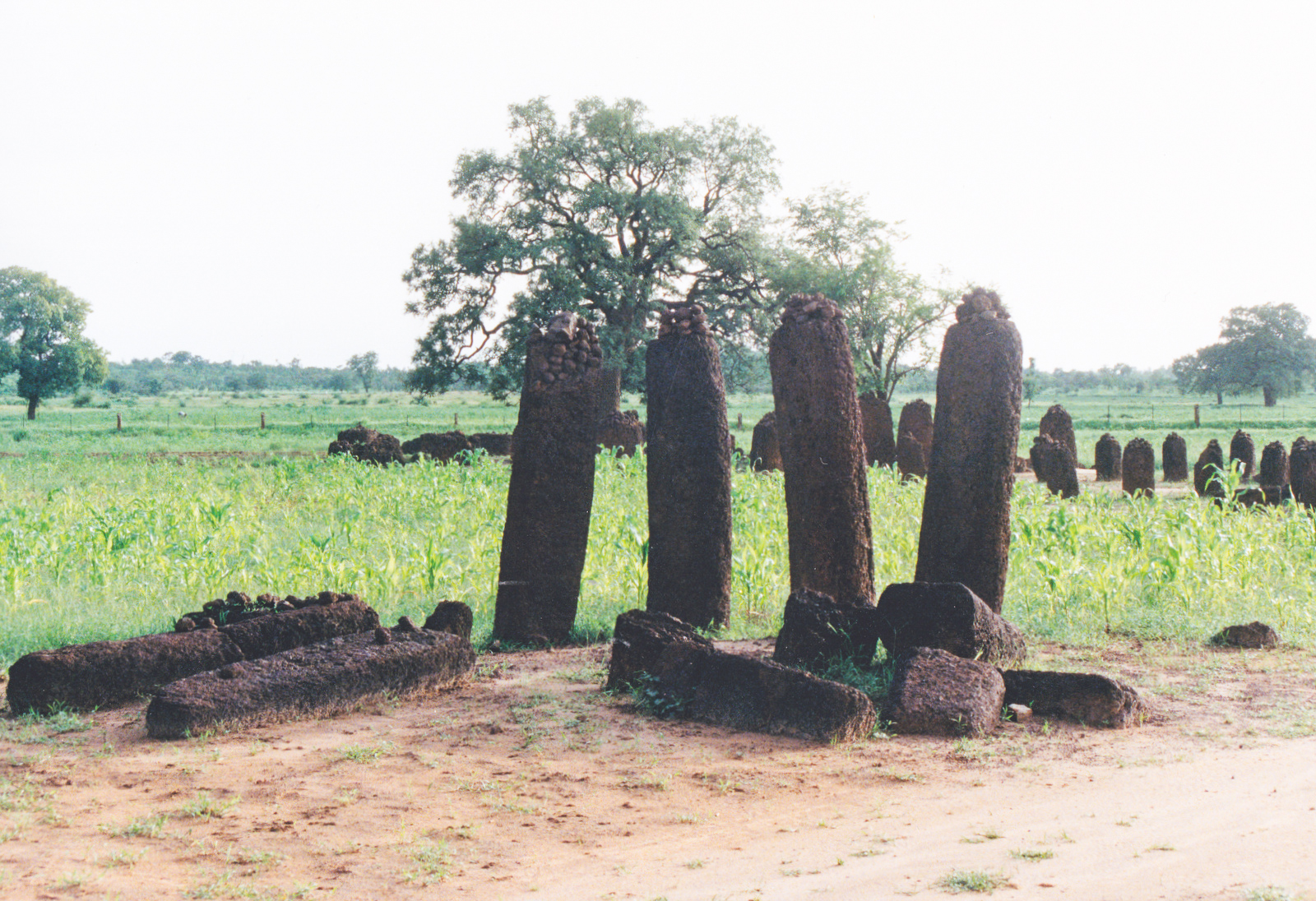
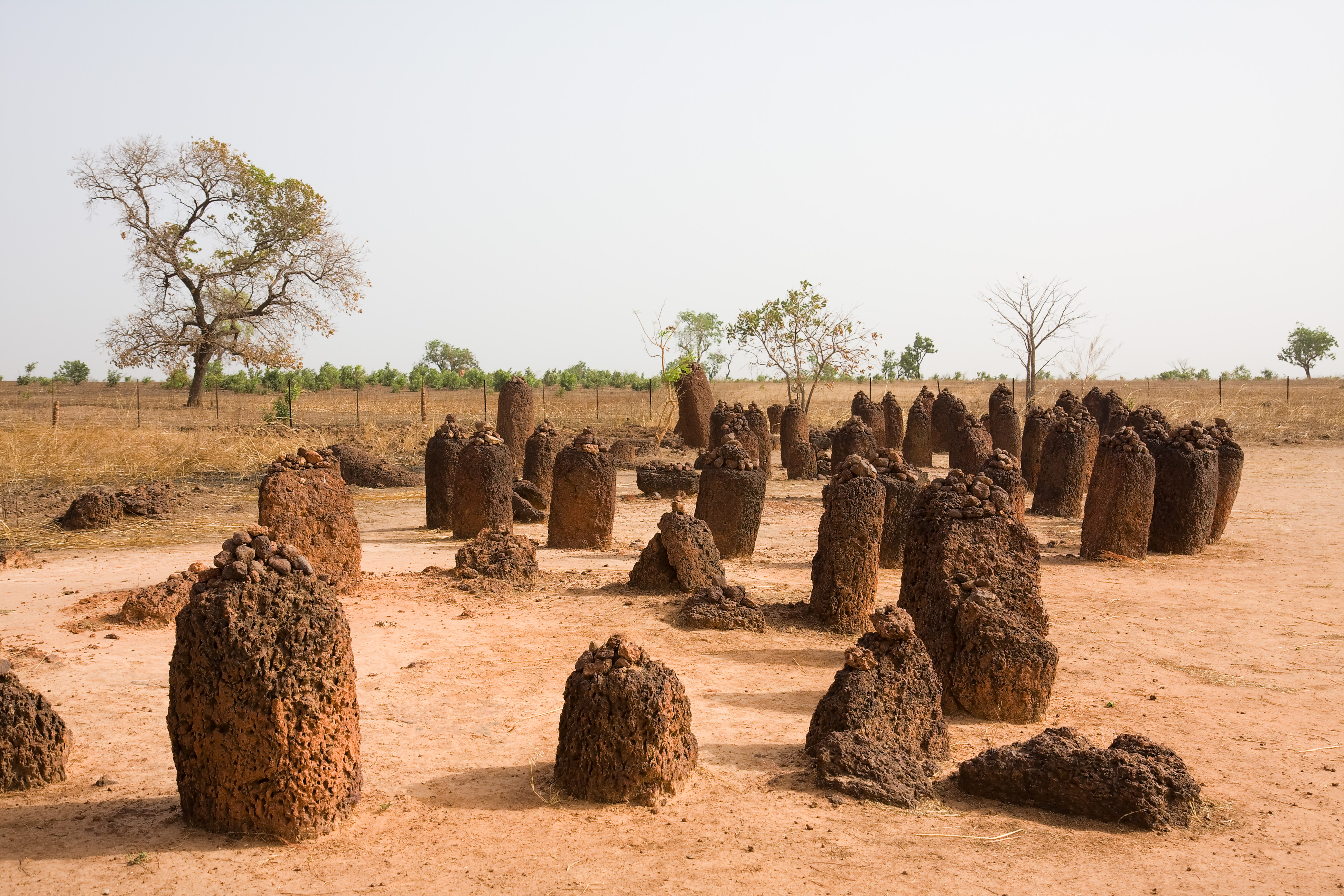
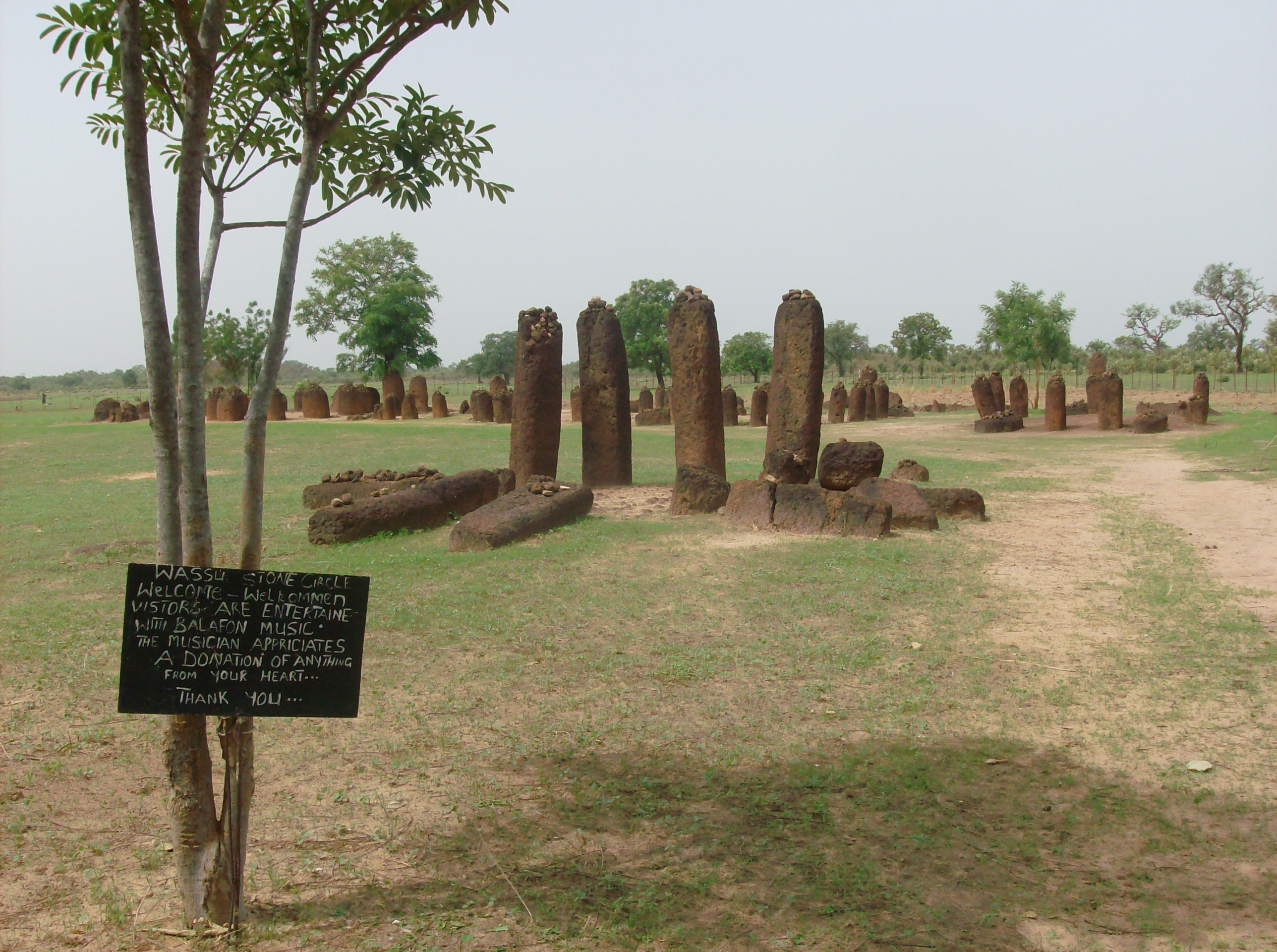
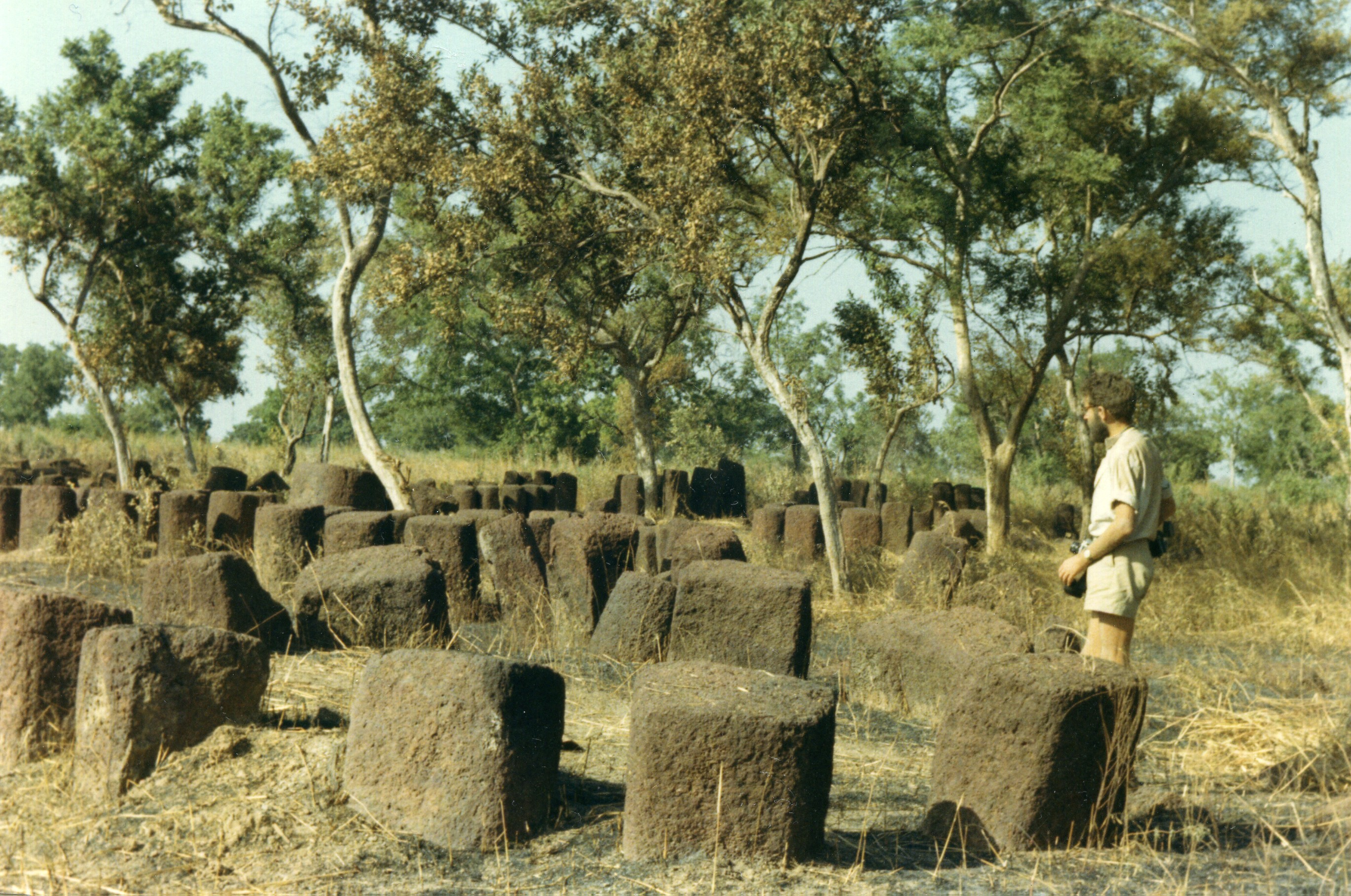

## Fordítás
Ez a szócikk részben vagy egészben  a   Senegambian stone circles című angol Wikipédia-szócikk fordításán alapul.  Az eredeti cikk szerkesztőit annak laptörténete sorolja fel. Ez a jelzés csupán a megfogalmazás eredetét és a szerzői jogokat jelzi, nem szolgál a cikkben szereplő információk forrásmegjelöléseként.